# جيوفري هاولت
جيوفري هاولت (بالإنجليزية: Geoffrey Howlett)‏ هو عسكري بريطاني، ولد في 5 فبراير 1930.